# Dom Hemingway
Dom Hemingway es una comedia de humor negro británica dirigida y escrita por Richard Shepard en 2013. Protagonizada por Jude Law, Richard E. Grant, Demián Bichir y Emilia Clarke, se estrenó ese mismo año en el Festival de Cine de Toronto.

## Trama
El ladrón de cajasfuertes Dom Hemingway (Jude Law) es liberado después de pasar 12 años en prisión y busca pago por negarse a delatar a su jefe Ivan Fontaine (Demián Bichir). Se reencuentra con su mejor amigo Dickie (Richard E. Grant) y viajan a la villa de Fontaine en la campiña francesa. Dom coquetea con la novia rumana de Fontaine, Paolina (Mădălina Diana Ghenea) y se enoja porque pasó 12 años en la cárcel por Fontaine. Empieza a burlarse de Fontaine y sale furioso. En la cena, se disculpa y Fontaine le entrega a Dom 750.000 libras.
Pasan la noche de fiesta con dos chicas, una de las cuales, Melody (Kerry Condon) entabla una conversación con Dom. Cuando el grupo va conduciendo en el auto de Fontaine, chocan contra otro auto. Mientras está inconsciente, Dom tiene una visión de Paolina pidiendo su dinero. Se despierta, resucita a Melody y encuentra a Fontaine empalado en el guardabarros del coche. Melody le dice a Dom que, debido a que la salvó, obtendrá buena suerte cuando menos lo espere.
Dom y Dickie regresan a la mansión, donde encuentran que Paolina se ha llevado el dinero de Dom, pero la ven irse en un coche. Dom corre a través del bosque hacia la carretera, donde casi lo golpea Paolina. Ella le pregunta si le parece una mujer que quiere ser pobre y se va.
Unos días más tarde, Dom regresa a Londres y se derrumba fuera del apartamento de su hija separada, Evelyn (Emilia Clarke). Se despierta y el novio de Evelyn, Hugh (Nathan Stewart-Jarrett) le presenta a Dom a su nieto, Jawara. Hugh dice que Evelyn está molesta porque Dom la dejó y estuvo en prisión, perdiéndose su infancia y la muerte de su esposa Katherine. Hugh sugiere que Dom visite a Evelyn después de su concierto en un club local e intente reconciliarse. Va al concierto, pero se va y conoce a Dickie. Dom dice que quiere trabajar para Lestor McGreevy Jr., el hijo del antiguo rival de Fontaine. Dickie dice que Lestor es incluso peor que su padre, pero Dom dice que necesita trabajar. Dom sigue a Lestor en su trote diario y descubre que Lestor le guarda rencor a Dom que mató a su gato cuando era un niño. Lestor le dice a Dom que vaya a su club esa noche. Hacen una apuesta. Si abre una caja fuerte electrónica, consigue trabajo, si no la abre en 10 minutos, Lestor le cortará los genitales.
Dom y Dickie van al club de Lestor y Dom abre una caja fuerte en 10 minutos con un mazo, solo para descubrir que la verdadera caja fuerte está dentro de esa caja fuerte. Antes de que Lestor pueda cortar el pene de Dom, Dickie golpea a Lestor en la cabeza con una estatua y Dom golpea a sus matones con el mazo. Se escapan del club de Lestor y Dom regresa al club local donde actuaba Evelyn. Allí, Evelyn le dice a Dom que solo habría pasado tres años en prisión si hubiera delatado a Fontaine; porque no lo hizo, se perdió su infancia y la muerte de su madre. Evelyn le dice a Dom que todo lo que quería era un padre de verdad. Ella le da la espalda y se va. Al día siguiente, Dom ve a Melody en su scooter y dice que no ha tenido buena suerte. Ella dice que llegará pronto.
Dom visita la tumba de su esposa Katherine y se disculpa. Se gira y ve a su nieto Jawara sentado a su lado. Saca a Jawara del cementerio y lo lleva de regreso a Evelyn. Él le pregunta si puede caminar con ellos en silencio, pero ella dice que tienen que apresurarse a volver a casa. Ella dice que Dom puede llevar a Jawara a la escuela el lunes si no se emborracha el domingo por la noche. Mientras se alejan, Jawara saluda a Dom, quien responde. Camina en la dirección opuesta y ve a Paolina entrar a un restaurante con un hombre mayor. Entra en el restaurante y agarra la mano de Paolina. Él susurra amenazas y continúa agarrando su mano, antes de irse la besa. Al salir del restaurante, sonríe cuando se revela que ha robado el anillo de diamantes de Paolina.

## Reparto
- Jude Law es Dom Hemingway.
- Richard E. Grant es Dickie.
- Demián Bichir es Señor Fontaine.
- Emilia Clarke es Evelyn Hemingway.
- Kerry Condon es Melody.
- Jumayn Hunter es Lestor.
- Mădălina Diana Ghenea es Paolina.
- Nathan Stewart-Jarrett es Hugh.